# Кырк чоро (группа активистов)
Кырк Чоро или кыргыз чоролору (в переводе с киргизского «сорок витязей») — группа активистов в возрасте 25-40 лет, действующая в Кыргызстане. Именуют себя членами национально-патриотического движения, выступающими за нравственные и патриотические взгляды.

## История создания
Название организации «Кырк чоро» было взято из киргизского эпоса «Манас» Почему сорок ? Сорок племен - это основа, прототип этнонима «кыргыз» по одной из гипотез..
В самой организации утверждают, что она была основана в 2010 году, после того, как 40 человек побывали на Алтае. По некоторым данным, «Кырк чоро» зарегистрирована в Министерстве юстиции, таким образом у организации есть устав и печать, а также она заключила меморандумы о сотрудничестве с Госкомитетом национальной безопасности.

## Деятельность
Группу «Кырк чоро» стали регулярно упоминать в новостях в 2014—2015 годах, в связи с проводимыми ими «рейдами» в развлекательных заведениях столицы, принадлежащих иностранцам. Во время этих нападений они вылавливали тех, у кого просрочены документы, и местных девушек, которых они обвиняли в нарушении нравственности. Так, организация стала известна после набега на караоке-клуб «Таатан» в Бишкеке. Около 20 мужчин ворвались 28 декабря в заведение, стали проверять документы у посетителей, заперли в разных помещениях девушек и мужчин, которые находились в клубе, а также сломали дверь. После того как прибыли милиционеры, мужчина представились членами группы «Кыргыз чоро». Также активисты «Кырк чоро» проводили рейды по выявлению нелегальных мигрантов на нефтеперерабатывающем заводе под названием «Джунда», среди строителей автотрассы Бишкек — Нарын — Торугарт. В 2016 году представители данной организации, безнаказанно пытающиеся подменять собой государственные органы, пригрозили отключать свет иссык-кульским пансионатам, задолжавшим за электроэнергию. В 2017 году представители «Кырк Чоро» намеревались задушить участницу «Дог-шоу», которая в рамках участия костюмированного конкурса в одном из торговых центров города Бишкек, надела ак-калпак на свою собаку и вместе дефилировала на сцене.
С «Кырк Чоро» связан также конфликт во время марша солидарности, прошедшего в городе Бишкек. 8 марта 2020 года был организован мирный марш против насилия над женщинами. Марш был сорван агрессивными неизвестными людьми в масках и белых калпаках, по всей видимости среди нападавших были мужчины из группы «Кырк Чоро». Мужчины начали применять силу в сторону девушек и женщин, принимавших участие в данном марше, однако милиционеры задержали участниц марша, но не мужчин принявших насилие.